# Brašov
Brašov (rumunsky Brașov, maďarsky Brassó, německy Kronstadt) je město v Rumunsku, hlavní město stejnojmenné župy v Sedmihradsku, obklopené Karpaty. Je to hospodářské a kulturní centrum oblasti Ţara Bârsei, německy Burzenland. Leží 166 km severně od Bukurešti a obývá jej přibližně 238 tisíc obyvatel.

## Historie
Jeho počátky sahají do začátku 13. stol., kdy uherský král Ondřej II. potřeboval zabezpečit východní hranice země proti Kumánům, a tak pozval z Palestiny řád německých rytířů, jimž v roce 1211 svěřil do správy území na východě Sedmihradska, zvané latinsky Terra Borza nebo německy Burzenland.
Město založil Řád německých rytířů, který nazvali latinsky Corona (něm. Kronstadt) někdy okolo roku 1211, kdy uherský král Ondřej II. potřeboval zabezpečit východní hranice země proti Kumánům. Ve 13. století ho kolonizovali němeční osadníci. Opevněný Kronstadt měl zpočátku také poslání „útočištného hradu“ (německy Zufluchtburg). Rozlehlý areál obehnaný hradbami měl  v případě nebezpečí poskytnout ochranu obyvatelům z okolí, mnohdy i včetně domácích zvířat, a umožnit jim tak přečkat nejhorší chvíle nepřátelských nájezdů. Od roku 1918 je součástí Rumunska. Mezi lety 1951–1961 se jmenovalo po Stalinovi Orașul Stalin (město Stalin). Roku 1971 tu byla založena univerzita.

## Charakter města
Ve městě se nacházejí závody automobilového průmyslu i jiných odvětví průmyslu (jako např. chemický, dřevozpracující). Jezdí sem  turisté, dochovalo se historické jádro s největším gotickým kostelem v Rumunsku, pocházejícím ze 14.–15. století. Konají se zde také hudební festivaly.    

## Památky
Biserica Neagră neboli „Černý kostel“. Jedná se o gotický farní kostel, považovaný za největší svého druhu v jihovýchodní Evropě. Na místě starší svatyně byl založen v roce 1383, ale stavba trvala přes celé 15. století. Stavba se táhla přes většinu 15. stol. a byla několikrát přerušena.

## Národnostní struktura obyvatelstva
- Rumuni: 208 019 (91,3%)
- Maďaři: 16 172 (7,1%)
- Němci (Sedmihradští Sasové): 1079 (0,5%)
- Romové: 916 (0,4%)

## Partnerská města
- Musašino, Japonsko
- Rišon le-Cijon, Izrael
- Tampere, Finsko
- Győr, Maďarsko
- Leeds, Spojené království
- Liverpool, Spojené království
- Poznaň, Polsko (2003)
- Cleveland, Spojené státy americké

## Slavní rodáci
- Johann Hedwig (1720–1799), německý botanik[4]
- Ion Țiriac (* 1939), rumunský tenista a trenér[5]
- Violeta Andreiová (* 1941), rumunská herečka[6]
- Leonard Orban (* 1961), rumunský politik[7]
- Ludovic Orban (* 1963), rumunský politik[8]